# Phan Huy Ích
Phan Huy Ích (chữ Hán: 潘輝益; 1751 – 1822), tự Khiêm Thụ Phủ, Chi Hòa, hiệu Dụ Am, Đức Hiên, là quan đại thần trải ba triều đại Lê trung hưng, Tây Sơn và Nguyễn. Góp nhiều công lớn trong lĩnh vực ngoại giao, ông trở thành nhà ngoại giao tiêu biểu thời Tây Sơn. Phan Huy Ích được vua Quang Trung giao cùng với Ngô Thì Nhậm trông nom công việc ngoại giao sau chiến thắng mùa xuân năm Kỷ Dậu. Hai anh em Ngô Thì Nhậm và Phan Huy Ích được giao toàn quyền việc đối ngoại với nhà Thanh. Dưới triều Tây Sơn, Phan Huy Ích đã nhận một nhiệm vụ vô cùng cao cả: đi sứ sang nhà Thanh. Ngoài những thành tích ngoại giao, ông còn đóng góp nhiều tác phẩm văn học có giá trị.

## Tiểu sử
Ông tên thật là Phan Công Hậu, sinh ngày 12 tháng 12 năm Canh Ngọ (tức 9 tháng 1 năm 1751) ở làng Thu Hoạch, huyện Thiên Lộc, phủ Đức Quang, trấn Nghệ An (nay thuộc xã Thạch Châu, huyện Lộc Hà, tỉnh Hà Tĩnh). Do kiêng húy của Tuyên phi Đặng Thị Huệ, về sau ông đổi tên là Huy Ích.
Ông là con trai đầu của Tiến sĩ Phan Huy Cận (hay Cẩn, về sau đổi thành Phan Huy Áng). Thuở nhỏ, ông sống và học tập tại làng Thu Hoạch, đến năm 20 tuổi, năm 1771, ông thi đỗ Giải nguyên tại trường thi Nghệ An. Trước đó, năm 1753, cha ông là Phan Huy Cận cũng đỗ Giải nguyên tại trường thi Hương này.
Sau khi đỗ Giải nguyên, ông được triều đình thu dụng và bổ nhiệm một chức quan nhỏ tại trấn Sơn Nam. Ông trở thành học trò của Ngô Thì Sĩ, được thầy mến tài và gả con gái cho.
Đỗ đầu khoa thi Hương trường Nghệ khoa Tân Mão (1771), ông được xem là một nhân tài đầy tiềm năng. Mãi đến năm 1773, Phan Huy Ích mới được bổ chức Tả mạc xứ Sơn Nam. Năm 1775 dưới thời vua Lê Hiển Tông, ông cùng người anh vợ là Ngô Thì Nhậm dự thi Hội ở Thăng Long và cùng đỗ Tiến sĩ, rồi sau đó đỗ chế khoa đồng tiến sĩ. Khoa này có 18 tiến sĩ, và Phan Huy Ích đỗ Hội nguyên Tiến sĩ, đứng đầu số đó. Trước đó, vào năm 1754, cha ông cũng từng đỗ Hội nguyên Tiến sĩ như thế.

## Làm quan ba triều

### Triều Lê trung hưng
Năm 1776, ông tiếp tục thi đỗ kỳ thi Ứng chế và được triều đình bổ làm Hàn lâm thừa chỉ, rồi làm Đốc đồng tỉnh Thanh Hóa, trông coi việc an ninh. Ủng hộ chế độ Chúa Trịnh, năm Đinh Dậu (1777) sau khi được bổ làm Đốc đồng Thanh Hoa (tức Thanh Hóa), ông về giữ chức Thiêm sai tri hình phiên ở phủ Chúa. Cũng trong năm 1777, ông được chúa Trịnh Sâm lệnh mang ấn kiếm, sắc phong tước Cung quận công của vua Lê ban cho Nguyễn Nhạc, nhưng khi vào đến Phú Xuân, tướng Phạm Ngô Cầu trấn giữ Phú Xuân cản giữ ông lại, sai Nguyễn Hữu Chỉnh đi vào Quảng Nam phong cho Nguyễn Nhạc. Sau đó, ông được chúa phái lên Nam quan tiếp sứ thần nhà Thanh rồi được thăng Hiến sát sứ Thanh Hóa, trông coi việc xét xử và luật pháp.
Năm 1786, quân Tây Sơn ra Bắc tiêu diệt kiêu binh và Trịnh Khải, sau đó rút về Nam. Trịnh Bồng đem quân bao vây kinh thành uy hiếp vua Chiêu Thống, vua Lê triệu Nguyễn Hữu Chỉnh ở Nghệ An về Kinh để bảo vệ. Phan Huy Ích đang ở dưới trướng Bùi Thế Toại chống lại Nguyễn Hữu Chỉnh nhưng bị đánh thua. Phan Huy Ích bị bắt sống, Nguyễn Hữu Chỉnh không giết mà mang theo.
Cuối năm 1787, quân Tây Sơn ra Bắc Hà lần thứ hai. Lê Chiêu Thống chạy sang Kinh Bắc chống lại Tây Sơn. Phan Huy Ích bỏ lên Sài Sơn (Sơn Tây), chấm dứt 14 năm làm quan với chính quyền vua Lê - chúa Trịnh.

### Triều Tây Sơn
Tháng 5 năm 1788, Nguyễn Huệ ra Bắc, xuống chiếu cầu hiền. Phan Huy Ích cùng Ngô Thì Nhậm, Đoàn Nguyên Tuấn, Nguyễn Thế Lịch (có tên khác là Nguyễn Gia Phan) ra hợp tác với Tây Sơn. Phan Huy Ích được phong làm Tả Thị lang bộ Hộ.
Sau cuộc hành quân phá quân Thanh vào mùa xuân năm Kỷ Dậu 1789 của vua Quang Trung, ông phụ trách công việc ngoại giao. Cuối tháng 2 năm 1790, Phan Huy Ích cùng với Đại Tư mã Ngô Văn Sở được cử trong phái đoàn do Phạm Công Trị đóng giả vua Quang Trung dẫn đầu sang Trung Quốc mừng vua Càn Long 80 tuổi.
Năm 1792, về nước, được thăng Thị trung Ngự sử ở tòa Nội các rồi Thượng thư bộ Lễ. Cũng trong năm này, vua Quang Trung mất. Ông cố gắng giúp đỡ vua trẻ Quang Toản, nhưng không ngăn nổi đà suy vi của Tây Sơn.

### Triều Nguyễn
Mùa hạ năm 1802, vua Gia Long đem quân ra Bắc. Ông bị bắt cùng với Ngô Thì Nhậm, Nguyễn Thế Lịch, cả ba đều bị đánh đòn trước Văn Miếu vì tội "theo ngụy triều". Sau đó, Phan Huy Ích vẫn được Gia Long trọng dụng cho làm quan dưới triều mình. Vào năm 1804, Gia Long nhân muốn định lại tên nước, bèn cử Phan Huy Ích soạn một bài tuyên cáo, nội dung được ông sao lại trong Dụ Am thi văn tập, có đoạn như sau:
"Xuống chiếu cho thần dân trong thiên hạ đều biết: Trẫm nghĩ, xưa nay các bậc đế vương dựng nước, ắt có đặt quốc hiệu để tỏ sự đổi mới, hoặc nhân tên đất lúc mới khởi lên, hoặc dùng chữ nghĩa tốt đẹp, xét trong sử sách chứng cớ đã rõ ràng. Đến thời Đinh Tiên hoàng gọi là Đại Cồ Việt nhưng người Trung Quốc vẫn gọi là Giao Chỉ. Từ thời Lý về sau, quen dùng tên An Nam do nhà Tống phong cho ngày trước. Tuy thế, vận hội dù có đổi thay nhưng trải bao đời vẫn giữ theo tên cũ, thực là trái với nghĩa chân chính của việc dựng nước vậy. Trẫm nối nghiệp xưa, gầy dựng cơ đồ, bờ cõi đất đai rộng nhiều hơn trước. Xem qua sổ sách, trẫm xét núi sông nên đặt tên tốt để truyền lâu dài [...] Ban đổi tên An Nam làm nước Việt Nam, đã tư sang Trung Quốc biết rõ. Từ nay trở đi, cõi viêm bang bền vững, tên hiệu tốt đẹp gọi truyền, ở trong bờ cõi đều hưởng phước thanh ninh [...]''.
Năm 1814, ông về lại quê ở làng Thu Hoạch để dạy học và sau đó lại ra Sài Sơn an dưỡng. Theo các nhà nghiên cứu, trong thời gian này, ông hoàn chỉnh bản dịch Chinh phụ ngâm, mà người diễn Nôm đầu tiên tương truyền là nữ văn sĩ Đoàn Thị Điểm. Ngoài ra, ông còn sáng tác Dụ Am thi văn tập, Dụ Am ngâm lục. Ngày 20 tháng 2 năm Nhâm Ngọ (tức 13 tháng 3 năm 1822), Phan Huy Ích mất tại quê nhà, hưởng thọ 71 tuổi.